# لوكا رومان
لوكا رومان (بالإيطالية: Luca Roman)‏ هو فارس ‏ إيطالي، ولد في 10 ديسمبر 1985 في روما في إيطاليا.

## وصلات خارجية
- لوكا رومان على موقع الاتحاد الدولي للفروسية (الإنجليزية)
- لوكا رومان على موقع FEI (رابط بديل) (الإنجليزية)
- لوكا رومان على موقع أوليمبيديا (الإنجليزية)
- لوكا رومان على موقع اللجنة الأولمبية الإيطالية (الإيطالية)